# Paradise (Nevada)
Paradise ist eine Siedlung im US-Bundesstaat Nevada südlich von Las Vegas. Die Siedlung ist Census-designated place und Unincorporated Town, also eine Ortschaft ohne Selbstverwaltung, im gemeindefreien Gebiet von Clark County. Das U.S. Census Bureau hat bei der Volkszählung 2020 eine Einwohnerzahl von 191.238 ermittelt. Auf ihrem Gebiet befinden sich der Hauptteil des Las Vegas Strip (der Vergnügungsmeile von Las Vegas), der Harry Reid International Airport und die University of Nevada, Las Vegas.
Auch das bekannte Schild Welcome to Fabulous Las Vegas befindet sich in Paradise. Der United States Postal Service hat der Postleitzahl (ZIP Code) von Paradise die Bezeichnung „Las Vegas, NV“ zugeordnet. Viele Spielbanken siedelten sich im Vorort Paradise statt direkt in der Stadt Las Vegas an, um keine Kommunalsteuern und -abgaben bezahlen zu müssen.

## Sport
In Paradise steht die T-Mobile Arena, in der das NHL-Team Vegas Golden Knights seit der Saison 2017/18 seine Heimspiele austrägt. Ebenfalls in der Stadt befindet sich das Allegiant Stadium, das seit 2020 die Spielstätte des NFL-Teams Las Vegas Raiders sowie der UNLV Rebels, dem College-Football-Team der University of Nevada ist.

## Einwohnerentwicklung
| Jahr | Einwohner¹ |
| ---- | ---------- |
| 1970 | 24.477     |
| 1980 | 84.818     |
| 1990 | 124.682    |
| 2000 | 186.070    |
| 2010 | 223.167    |
| 2020 | 191.238    |

¹ Volkszählungsergebnisse